# Championnat de Malte de football 1970-1971
Navigation
Saison précédente Saison suivante
La saison 1970-1971 de First Division Maltaise était la cinquante-sixième édition de la première division maltaise.
Lors de cette saison, le Floriana FC a tenté de conserver son titre de champion face aux sept meilleurs clubs maltais lors d'une série de matchs se déroulant sur toute l'année.
Les huit clubs participants au championnat ont été confrontés à deux reprises aux sept autres.
C'est le Sliema Wanderers FC qui a été sacré champion de Malte pour la dix-neuvième fois.
Deux places étaient qualificatives pour les compétitions européennes, la troisième place étant celles du vainqueur du Trophée Rothman 1970-1971.

## Qualifications en coupe d'Europe
À l'issue de la saison, le champion a participé au 1er tour de la Coupe des clubs champions 1971-1972.
Le vainqueur du Trophée Rothman a pris la place pour la Coupe des coupes 1971-1972.
Le deuxième du championnat a pris la place en Coupe UEFA 1971-1972.

## Les huit clubs participants
| Club                | Stade             | Capacité | Ville      |
| ------------------- | ----------------- | -------- | ---------- |
| Floriana FC         | -                 | -        | Floriana   |
| Gzira United FC     | -                 | -        | Gzira      |
| Paola Hibernians FC | Hibernians Ground | 8 000    | Paola      |
| Marsa FC            | -                 | -        | Marsa      |
| Qormi FC            | -                 | -        | Qormi      |
| Sliema Wanderers FC | Guze Fava Ground  | 4 000    | Sliema     |
| La Vallette FC      | -                 | -        | La Valette |
| Zebbug Rangers FC   | -                 | -        | Zebbug     |

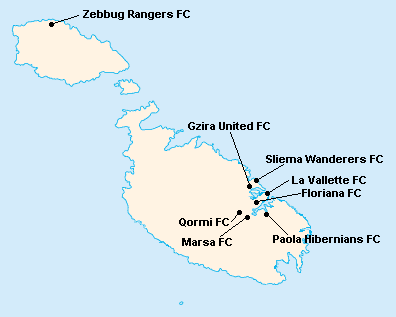
Localisation des clubs engagés dans le championnat.

L'île de Malte étant relativement petite, les clubs évoluent tous au stade National Ta'Qali (17 400 places). Certain cependant ont leur propre enceinte qu'ils peuvent éventuellement utiliser.

## Compétition

### Classement
| Rang | Équipe                  | Pts | J  | G | N | P  | Bp | Bc | Diff |
| ---- | ----------------------- | --- | -- | - | - | -- | -- | -- | ---- |
| 1    | Sliema Wanderers FC     | 20  | 14 | 7 | 6 | 1  | 17 | 5  | +12  |
| 2    | Marsa FC (P)            | 20  | 14 | 7 | 6 | 1  | 15 | 6  | +9   |
| 3    | Gzira United FC         | 17  | 14 | 6 | 5 | 3  | 16 | 11 | +5   |
| 4    | Paola Hibernians FC (C) | 16  | 14 | 6 | 4 | 4  | 12 | 8  | +4   |
| 5    | La Vallette FC          | 15  | 14 | 6 | 3 | 5  | 11 | 9  | +2   |
| 6    | Floriana FC (T)         | 13  | 14 | 4 | 5 | 5  | 17 | 15 | +2   |
| 7    | Qormi FC                | 6   | 14 | 2 | 2 | 10 | 7  | 23 | -16  |
| 8    | Zebbug Rangers FC (P)   | 5   | 14 | 2 | 1 | 11 | 11 | 29 | -18  |

| Légende : Qualifications et relégations | Légende : Qualifications et relégations                                                     |
| --------------------------------------- | ------------------------------------------------------------------------------------------- |
|                                         | Coupe des clubs champions 1971-1972 (1er Tour)                                              |
|                                         | Coupe des coupes 1971-1972 (Tour préliminaire)                                              |
|                                         | Coupe UEFA 1971-1972 (1er Tour)                                                             |
|                                         | (T) : Tenant du titre 1969-1970 (P) : Promu en 1969-1970 (C) : Vainqueur du Trophée Rothman |

## Bilan de la saison
| Tableau d'Honneur       |                     |
| Compétition             | Vainqueur           |
| First Division Maltaise | Sliema Wanderers FC |
| Trophée Rothman         | Paola Hibernians FC |

| Qualifications européennes 1971-1972 |                     |
| Coupe des clubs champions            | Qualifiés           |
| 1er tour                             | Sliema Wanderers FC |
| Coupe des coupes                     | Qualifiés           |
| Tour préliminaire                    | Paola Hibernians FC |
| Coupe UEFA                           | Qualifiés           |
| 1er tour                             | Marsa FC            |

| Promotions et relégations            |                               |
| Relégués en Second Division Maltaise | Aucun                         |
| Promus de Second Division Maltaise   | Birkirkara FC Hamrun Spartans |